# Tobias Scheifler
Tobias Scheifler (* 18. September 1988 in Friedrichshafen) ist ein deutscher Fußballspieler. 

## Karriere
Scheifler spielte in der Jugend zunächst für den VfB Friedrichshafen und den FC Wangen. Bis 2007 lief er für den SSV Ulm 1846 auf. Dann wechselte er  in die Regionalliga Süd zum VfR Aalen. Dort bestritt er jedoch lediglich drei Pflichtspiele, davon zwei in der Saison 2008/2009 in der 3. Liga. Nach eineinhalb Jahren wechselte er Anfang 2009 zum Verbandsligisten FV Ravensburg. 2011 wechselte er in die österreichische Regionalliga West zum FC Hard. Nach einem Jahr kehrte er zurück zum FV Ravensburg, mit dem er 2013 in die Oberliga Baden-Württemberg aufstieg. Zur Saison 2013/14 verließ er die Ravensburger und unterschrieb einen Vertrag beim Ligakonkurrenten FSV Hollenbach.